# Monodonta nebulosa
Monodonta nebulosa is een slakkensoort uit de familie van de Trochidae. De wetenschappelijke naam van de soort is voor het eerst geldig gepubliceerd in 1775 door Forsskal in Niebuhr.